# Porta di Mdina
La Porta di Mdina (in maltese Il-Bieb tal-Imdina), conosciuta anche come Main Gate o Vilhena Gate è la principale porta di accesso alla città fortificata di Mdina sull'isola di Malta. La porta è stata costruita in stile barocco nel 1724 su progetto di Charles François de Mondion, sotto il comando del gran maestro António Manoel de Vilhena.

## Storia
La città di Maleth fu fondata dai Fenici nel VIII secolo a.C. e in seguito divenne parte dell'impero romano con il nome di Melite. La città punico-romana occupava tutta l'odierna Mdina e le sue mura si estendevano in parte fino a Rabat. Nell'alto medioevo la città fu portata alle dimensioni attuali sia dai bizantini che dagli arabi. Nel XV secolo, la città (ora conosciuta come Mdina) era difesa da un sistema di doppie mura sul fronte terrestre, con l'ingresso principale situato vicino all'angolo sud-est della città, vicino a una torre conosciuta come la Torre Mastra.
Nel Medioevo si accedeva a Mdina attraverso tre porte separate da cortili. La porta esterna fu chiamata Prima Porta Principale o Porta di Santa Maria e dopo il 1448 un barbacane fu costruito a sua protezione, poi demolito nel 1551 poiché considerato non più adatto alla difesa. Si ritiene che questa porta fu ricostruita dall'Ordine di San Giovanni all'inizio del XVII secolo.
Nel 1722, il gran maestro António Manoel de Vilhena ordinò il restauro e la ristrutturazione di Mdina. L'ingresso della città fu completamente ricostruito e nel 1724 venne realizzata una nuova porta in stile barocco su progetto dell'architetto francese Charles François de Mondion. Poiché i cortili dietro la vecchia porta furono demoliti per far posto a Palazzo Vilhena, il cancello originale fu murato e il nuovo fu costruito un paio di metri alla sua sinistra. Le fortificazioni medievali della città furono anch'esse ricostruite e la Torre Mastra fu demolita e sostituita dalla Torre dello Standardo.
La Porta di Mdina è stata raffigurata su una moneta commemorativa in argento da 2 lire maltesi coniata dalla Banca Centrale di Malta nel 1973, mentre la parte posteriore del cancello, insieme alla Torre dello Standardo, è stata raffigurata sulla banconota da 5 lire in circolazione tra il 1989 e il 2007.
Oggi la Porta di Mdina è una delle principali attrazioni turistiche della città ed è inclusa nella Lista delle antichità fin dal 1925.

## Architettura
La Porta di Mdina è costituita da un portale barocco e da una sovrastruttura che funge da corpo di guardia. Il portale è decorato con doppie paraste, dagli stemmi del gran maestro António Manoel de Vilhena e della città di Mdina e riporta un'iscrizione in latino:
INSULÆ METROPOLEOS,

QUÆ DIVI PAULI PROVIDO NAUFRAGIO FIDEM EDOCTA

PRIMUM PRÆSULEM DIVUM PUBLIUM PATRITIUM HABUIT,

D: ANT: MANOEL DE VILHENA M: M:, EGREGIUS, ET PIISSIMUS PRINCEPS;

IN HONOREM APOSTOLI EJUSQ.' DISCIPULI, AMOREM, ET TUTELAM POPULI;

MUNIMENTA PENÉ COLLAPSA RESTAURAVIT, ET AUXIT.

ANNO SAL: MDCCXXIV. PRINCIPATUS SUI III.»
La parte posteriore della porta è decorata con rilievi di San Publio, Sant'Agata e San Paolo, che sono i santi protettori di Malta.
Un ponte ad arco in pietra, decorato da statue di leoni con lo stemma di Vilhena o della città di Rabat, conduce al cancello. Un ponte levatoio in legno à la Vauban collegava originariamente il ponte al cancello.

## Curiosità
La Porta di Mdina rappresentava la porta di Approdo del Re nelle riprese di Lord Snow, il terzo episodio della prima stagione de Il trono di Spade.